# The Killers
The Killers sono un gruppo rock alternativo statunitense, originario di Las Vegas, hanno venduto più di 28 milioni di dischi in tutto il mondo, di cui 10,8 milioni solo negli Stati Uniti. Si sono esibiti in oltre 50 paesi e in sei continenti, in luoghi come il Madison Square Garden, lo stadio di Wembley e il Glastonbury Festival (2007 e 2019).

## Storia del gruppo

### Formazione eHot Fuss(2001-2005)
La band venne formata da Brandon Flowers nel 2001, a suo dire ispirato da un concerto live tenuto dagli Oasis nell'aprile dello stesso anno, dopo che egli aveva abbandonato il suo gruppo precedente, i Blush Response, che si erano trasferiti a Los Angeles. Fu proprio Flowers a contattare il chitarrista David Keuning mediante un annuncio da quest'ultimo posto sul periodico locale Las Vegas Weekly. Dopo una prima serie di concerti, vennero infine scelti Ronnie Vannucci Jr. e Mark Stoermer per riempire i posti rispettivamente di batterista e bassista. Il nome della band deriva da un video dei New Order, intitolato Crystal, in cui è presente una band fittizia, appunto denominata The Killers.
La band, per via di una serie di concerti nel Regno Unito, venne subito notata dal noto magazine rock New Musical Express. Il vero successo, tuttavia, arrivò con l'uscita dell'album di esordio, dal titolo Hot Fuss, nel 2004, trascinato da singoli di alto profilo quali Mr. Brightside, Somebody Told Me, All These Things That I've Done e Smile Like You Mean It. Sempre nel 2004 ha riscontrato un notevole successo anche "Everything will be alright".
La principale fonte di ispirazione musicale dei Killers, come del resto della maggior parte della scena indie di inizio millennio, è data dalle sonorità tipiche degli anni ottanta, in particolare la new wave. I quattro membri della band, tra l'altro, si dichiarano a loro volta fan di U2, David Bowie, Depeche Mode e New Order (più volte Brandon Flowers ha condiviso il palco con loro), Dire Straits e Queen.
I Killers, nel 2005, hanno partecipato a diversi megaconcerti, tra cui in particolare il Festival di Glastonbury e il Live 8 londinese. Hanno anche suonato come gruppo di supporto agli U2 durante gran parte del tour europeo della band irlandese.

### Sam's TowneSawdust(2006-2007)
Il secondo album dei Killers Sam's Town è uscito il 3 ottobre 2006, anticipato di qualche giorno dal nuovo singolo When You Were Young. I Killers hanno vinto nella categoria "best rock" agli MTV Europe Music Awards del 2006 svoltisi a Copenaghen. Il secondo singolo tratto dall'album si chiama Bones ed il video è stato girato dal regista Tim Burton. L'8 novembre dello stesso anno i Killers si sono esibiti in un concerto live al Rolling Stone di Milano. I Killers hanno inciso un nuovo singolo, intitolata A Great Big Sled, per il Natale 2006. Il ricavato dalle vendite di questa canzone è stato devoluto all'associazione contro l'Aids RED. Nel febbraio del 2007 è uscito il terzo singolo incluso in Sam's Town. Il suo nome è Read My Mind ed è il video è stato girato per le strade di Tokyo in cui i quattro si travestono, girano su alquanto strane biciclette e il front-man Brandon Flowers imita anche Elvis Presley. Il video è stato girato da Diane Martel, già regista dei video Do You Want To dei Franz Ferdinand, She Moves in Her Own Way dei The Kooks e Listen di Beyoncé. L'album Sam's Town ha superato i 3,5 milioni di copie vendute.

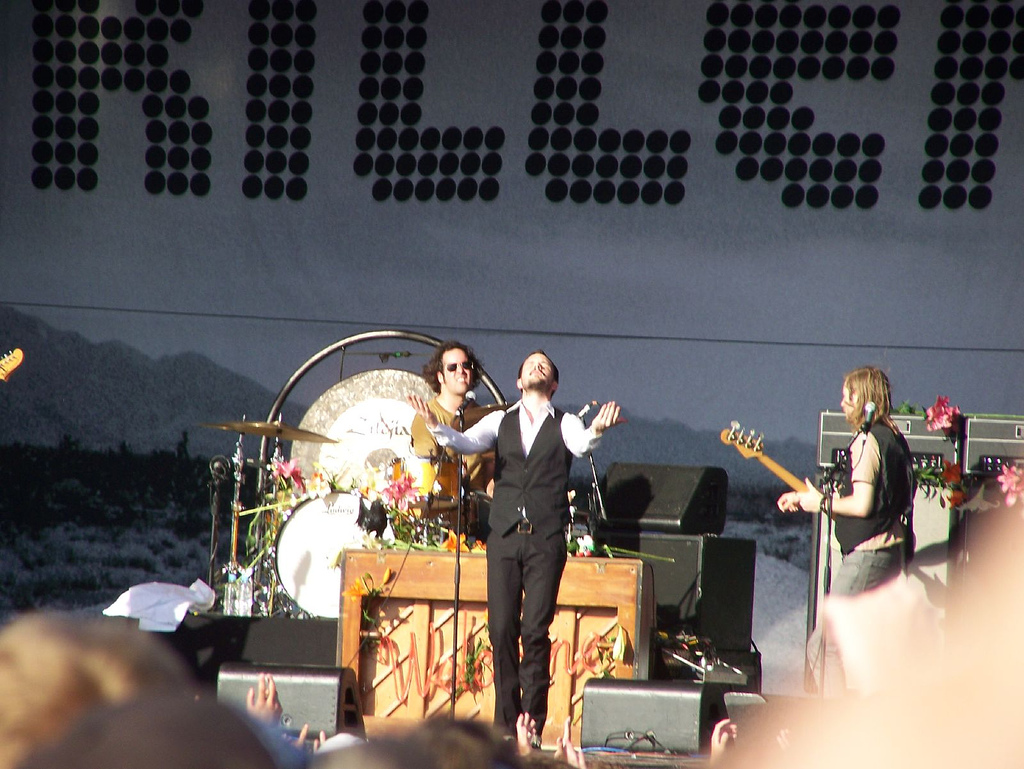
The Killers in concerto nel 2007

Nel 2007 partecipano ad una puntata di Live from Abbey Road, un programma musicale inglese, dove registrano tre canzoni in versione acustica: When You Were Young, Sam's Town e l'inedita Romeo and Juliet, cover della famosa canzone dei Dire Straits.
A novembre del 2007 è uscito un disco di b-side e rarities dal nome Sawdust. L'album contiene, tra l'altro, un brano inciso con l'ex frontman dei Velvet Underground, Lou Reed, Tranquilize. I Killers hanno anche inciso un successivo singolo: Don't Shoot Me Santa. Questo è stato il loro singolo natalizio, il cui ricavato delle vendite è stato devoluto a una campagna benefica in favore della lotta all'AIDS in Africa. Il video di questo brano è stato girato dall'attore Matthew Gray Gubler, più noto come il Dr. Spencer Reid nel telefilm Criminal Minds.
Nella premiazione degli NME Awards, tenutasi all'O2 Arena di Londra, i Killers si sono portati a casa il premio come Best International Band battendo una concorrenza ostica formata da Arcade Fire, Foo Fighters, Kings of Leon e My Chemical Romance.

### Day & Age(2007-2009)
Il terzo album dei Killers, Day & Age è uscito il 25 novembre 2008 (il 24 novembre in Gran Bretagna), anticipato dal singolo Human, il cui debutto a livello mondiale è avvenuto il 22 settembre 2008.
Il 6 novembre 2008 i Killers si sono esibiti live agli MTV Europe Music Awards a Liverpool con il nuovo singolo Human. Il testo di Human lancia una sorta di messaggio sui valori delle generazioni contemporanee, divenute blande e prive di fondamenta forti su cui basare la propria esistenza; da qui nasce, appunto, il ritornello della canzone. C'è una sorta di ritorno al passato nel testo, che presenta, infatti, un excursus dei tempi che furono, considerandoli indubbiamente migliori di quelli odierni; da notare che tali considerazioni prendono spunto da una famosa frase dello scrittore Hunter S.Thompson, autore del libro Paura e disgusto a Las Vegas, nel quale viene proposto uno spaccato delle nuove generazioni del suo tempo, commentando come l'America stia crescendo una generazione di ballerini, naturalmente in senso negativo. Sul libro è anche basata la pellicola Paura e delirio a Las Vegas del 1998, diretta da Terry Gilliam.
La band ha iniziato una tournée che ha toccato molte città europee, tra cui Milano (Forum di Assago) il 17 marzo 2009 e l'Arena di Verona l'8 giugno 2009, dopo due anni e mezzo dal loro ultimo concerto live in Italia. Negli MTV Europe Music Awards del 2009 a Berlino la band era in gara nella categoria Best Alternative. A novembre i Killers pubblicano il loro primo DVD live, Live from the Royal Albert Hall, all'interno il live tenuto a Londra il 5 e 6 luglio, nel tempio nella musica inglese il Royal Albert Hall. Il 16 ottobre è stata annunciata nel sito ufficiale della scrittrice Stephenie Meyer la tracklist della colonna sonora di New Moon. Il film è il secondo capitolo della saga Twilight, e la canzone, dal titolo A White Demon Love Song, è stata scritta dalla band appositamente per questa occasione. Nel 2010 la band annuncia una pausa di due anni per riposarsi (smentendo le voci di scioglimento), dopo i concerti in Asia e Australia, che poi vengono cancellati dopo la prematura mancanza, a causa di un tumore, della madre di Brandon, una figura fondamentale che lo ha sostenuto fin dagli inizi. Il 30 aprile viene annunciato dal sito ufficiale il primo album da solista di Brandon Flowers, dal titolo Flamingo, che nel Regno Unito balza subito al n. 1 della Official Albums Chart.

### Battle Born(2010 - 2013)
Il 16 novembre viene annunciato sul sito ufficiale il titolo del singolo natalizio del 2010: Boots.
Il 17 maggio 2011 i Killers hanno ripreso la loro attività come gruppo riunendosi per iniziare a lavorare al loro nuovo album. Proprio su questo album, in un'intervista al mensile Q Magazine il frontman ha rivelato alcuni dettagli sul nuovo disco tra le quali il probabile titolo, Battle Born, e l'allontanamento dalle sonorità di Day & Age, per tornare a quelle più rock di Hot Fuss.
Il 18 settembre del 2012 esce il nuovo album intitolato come già in precedenza stabilito Battle Born preceduto il 17 luglio dal primo singolo tratto dall'album, Runaways. Il 23 ottobre è uscito il secondo singolo, Miss Atomic Bomb, mentre il 4 dicembre è uscito il singolo natalizio del 2012, I Feel It in My Bones, anche questo, come i precedenti sei singoli natalizi, in favore della raccolta fondi da destinare alla lotta contro l'AIDS. Il 16 dicembre pubblicano il terzo estratto, Here with Me, il cui videoclip è stato diretto da Tim Burton e vede la partecipazione di Winona Ryder.

### Direct Hits,Wonderful WonderfuleImploding the Mirage(2013 - presente)
Il 16 settembre 2013 esce Shot at the Night, singolo che anticipa il nuovo album Direct Hits che celebra il decennale di attività della band. Il 2 dicembre 2013 esce il tradizionale singolo natalizio, Christmas in L.A..
Tra il 2014 e il 2016, il gruppo ha portato avanti vari tour ed eseguito comunque numerosi concerti. A settembre 2017 viene invece pubblicato l'album Wonderful Wonderful, promosso attraverso i singoli The Man e Run For Cover. Successivamente la band intraprende un tour per la promozione del disco, a cui tuttavia non prendono parte Stoermer e Keuning: in un comunicato, il gruppo chiarisce che i due musicisti avrebbero comunque continuato a far parte della band. Wonderful Wonderful è diventato il primo album del gruppo a raggiungere la numero 1 della Billboard Hot 100 e il quinto a raggiungere la numero 1 in UK: questo rende i The Killers il primo gruppo non britannico a raggiungere questo risultato.
Nel 2019, il gruppo annuncia la pubblicazione dell'album Imploding the Mirage nel 2020 e un relativo tour che verrà tuttavia rimandato a causa della pandemia da COVID-19. Il primo singolo Caution viene pubblicato ad aprile 2020; a maggio, in un'intervista concessa a Rolling Stone, il gruppo annuncia che Keuning ha deciso di prendere una pausa dalla band e che non sta partecipando alla creazione del citato album, motivo per il quale ci sono delle difficoltà nella creazione del progetto. Ciononostante, l'album viene pubblicato il 21 agosto 2020.
Il 21 novembre 2020, il portale di riferimento Chart Data certifica il brano Mr. Brightside come prima canzone degli anni duemila a superare la quota complessiva di un miliardo di streaming su tutte le piattaforme d'ascolto.

## Stile e influenze
I Killers hanno dichiarato che la loro ispirazione sono i Coldplay, a questo proposito Brandon Flowers ha dichiarato: «stiamo cercando in qualche modo di diventare come i Coldplay: è risaputo che loro sono i nostri totem, la band che più di tutte influenza il nostro modo di suonare».

## Formazione
- Brandon Flowers – canto, tastiera elettronica, basso elettrico (2001-presente)
- Ronnie Vannucci – batteria (2002-presente)
- Dave Keuning – chitarra (2001-2017, 2020-presente)
- Mark Stoermer – basso elettrico, chitarra (2002-2020, 2023-presente)

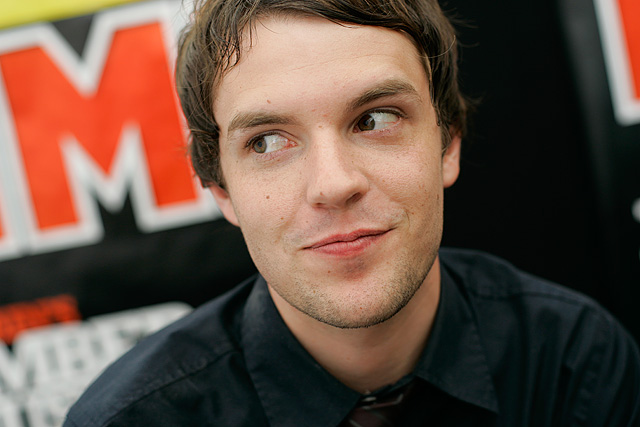
Brandon Flowers
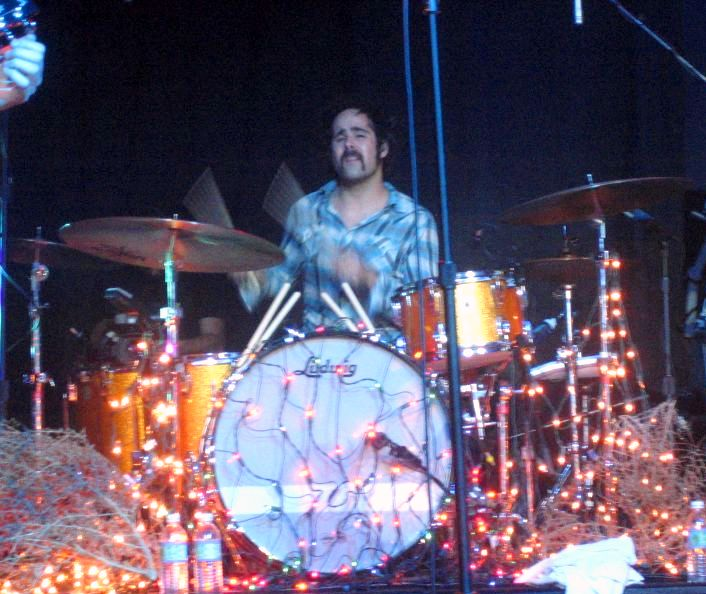
Ronnie Vannucci
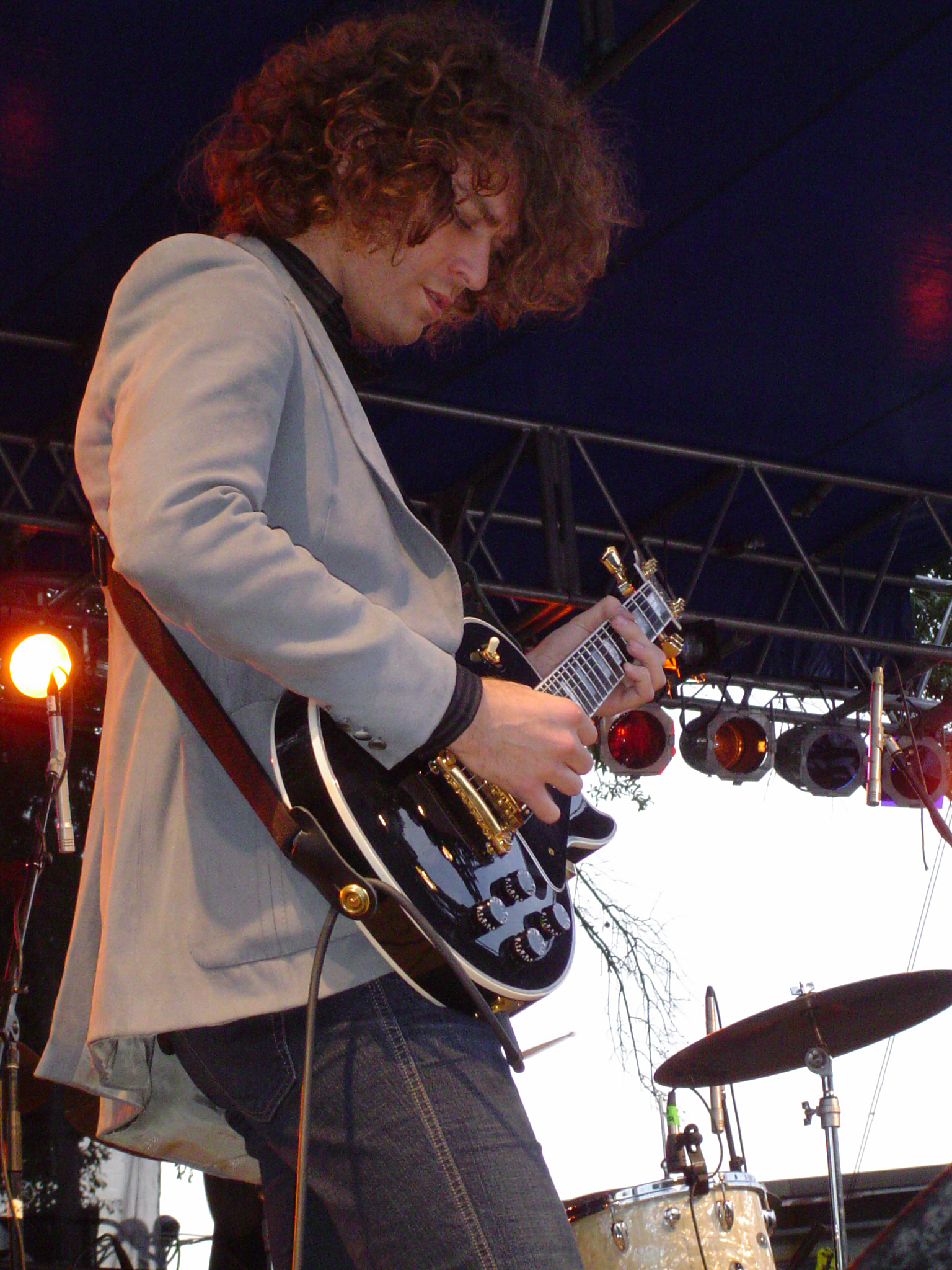
Dave Keuning
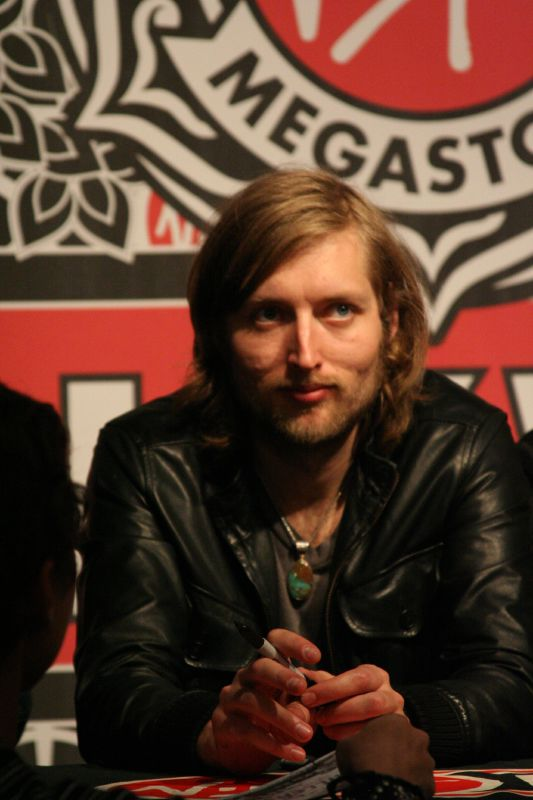
Mark Stoermer

### Membri non ufficiali e collaboratori
- Jake Blanton – basso elettrico (2013, 2016–presente), tastiere, chitarra (2011–2016), cori (2011–presente)
- Ray Suen – tastiere, chitarra, violino, seconda voce, ha collaborato con i Killers durante il Sam's Town Tour. È stato poi sostituito da Ted Sablay.
- The Captain alias Ryan Pardey – assistente tour manager, partecipa ai primi tre singoli natalizi dei Killers.
- Thomas Marth – sassofono di supporto, ha collaborato all'album Sam's Town per il brano Bones e all'album Day & Age, dove possiamo ascoltarlo in diversi brani e nel tour di promozione. È scomparso suicida il 23 aprile 2012.
- Ted Sablay – tastiera elettronica, chitarra, seconda voce, con i Killers dal tour Day & Age in sostituzione di Ray Suen.

## DVD Live
- 2009 – Live from the Royal Albert Hall

## Discografia

### Album in studio
- 2004 – Hot Fuss
- 2006 – Sam's Town
- 2008 – Day & Age
- 2012 – Battle Born
- 2017 – Wonderful Wonderful
- 2020 – Imploding the Mirage
- 2021 – Pressure Machine

### Raccolte
- 2007 – Sawdust
- 2013 – Direct Hits
- 2016 – Don't Waste Your Wishes
- 2023 - Rebel Diamonds

### EP
- 2011 – (RED) Christmas

### Demo
- 2002 – The Killers

### Singoli
- 2003 – Mr. Brightside
- 2004 – Somebody Told Me
- 2004 – All These Things That I've Done
- 2005 – Smile Like You Mean It
- 2005 – Glamorous Indie Rock & Roll
- 2006 – When You Were Young
- 2006 – Bones
- 2006 – A Great Big Sled (feat. Toni Halliday)
- 2007 – Read My Mind
- 2007 – For Reasons Unknown
- 2007 – Shadowplay
- 2007 – Tranquilize (feat. Lou Reed)
- 2007 – Don't Shoot Me Santa (solo download)
- 2007 – On Top
- 2008 – Human
- 2008 – Spaceman
- 2008 – Joseph, Better You Than Me (feat. Elton John & Neil Tennant)
- 2009 – The World We Live In
- 2009 – A Dustland Fairytale
- 2009 – ¡Happy Birthday Guadalupe! (feat. Wild Light & Mariachi El Bronx)
- 2010 – Boots
- 2011 – The Cowboys' Christmas Ball
- 2012 – Runaways
- 2012 – Miss Atomic Bomb
- 2012 – I Feel It In My Bones
- 2012 – Here with Me
- 2013 – Shot at the Night
- 2013 – Just Another Girl
- 2013 – Christmas in L.A.
- 2014 – Joel The Lump of Coal (feat. Jimmy Kimmel)
- 2015 – Dirt Sledding (feat. Ryan Pardey & Richard Dreyfuss)
- 2017 – The Man
- 2017 – Run for Cover
- 2020 – Caution
- 2020 – Fire in Bone
- 2021 – Quiet Town
- 2022 – Boy
- 2023 – Your Side of Town